# Metaldehyd
Metaldehyd, egentlig "metacetaldehyd" (meta- + acet- +aldehyd), er en farveløs og giftig polymer (cyklisk tetramer) af ethanal (acetaldehyd). Man kan fremstille metaldehyd ved at polymerisere acetaldehyd. Det gør man oftest ved tilsætte saltsyre under afkøling. 
Metaldehyd anvendes bl.a. som fast brændstof ("tørsprit").